# Otto Wallig
Otto Wallig (* 12. September 1898 in Zellerndorf; † 11. Februar 1969 in Eggenburg) war ein österreichischer Landwirt und Politiker (ÖVP). Er war von 1945 bis 1954 Abgeordneter zum Landtag von Niederösterreich und von 1954 bis 1959 Mitglied des Bundesrates.

## Leben
Wallig besuchte die Volks- und Bürgerschule und absolvierte verschiedene landwirtschaftliche Kurse. In der Folge übernahm er 1921 die elterliche Landwirtschaft. Ihm wurde der Berufstitel Ökonomierat verliehen.

## Politik
Wallig wurde 1936 in den Gemeinderat gewählt und war 1938 sowie von 1945 bis 1960 Bürgermeister von Zellerndorf. Er hatte zudem zwischen 1936 und 1938 sowie 1945 die Funktion eines Kammerrates inne und war Bezirksbauernkammerobmann. Wallig vertrat die ÖVP zwischen dem 12. Dezember 1945 und dem 10. November 1954 im Niederösterreichischen Landtag und gehörte vom 10. November 1954 bis zum 4. Juni 1959 dem Bundesrat an.